# Liechtenstein aux Jeux olympiques d'hiver de 1968
Cet article contient des informations sur la participation et les résultats du Liechtenstein aux Jeux olympiques d'hiver de 1968, qui ont eu lieu à Grenoble en France. 

## Résultats

### Luge

#### Hommes
| Athlète         | Manche 1        | Manche 1 | Manche 2      | Manche 2 | Manche 3      | Manche 3 | Total           | Total |
| Athlète         | Temps           | Rang     | Temps         | Rang     | Temps         | Rang     | Temps           | Rang  |
| --------------- | --------------- | -------- | ------------- | -------- | ------------- | -------- | --------------- | ----- |
| Julius Schädler | N'a pas terminé | –        | –             | –        | –             | –        | N'a pas terminé | –     |
| Simon Beck      | 1 min 03 s 52   | 43       | 1 min 04 s 54 | 44       | 1 min 03 s 59 | 43       | 3 min 11 s 65   | 41    |
| Werner Sele     | 1 min 00 s 92   | 35       | 1 min 01 s 27 | 35       | 1 min 01 s 69 | 39       | 3 min 03 s 88   | 36    |

### Ski alpin

#### Hommes
| Athlète              | Épreuve      | Manche 1      | Manche 1 | Manche 2      | Manche 2 | Total           | Total |
| Athlète              | Épreuve      | Temps         | Rang     | Temps         | Rang     | Temps           | Rang  |
| -------------------- | ------------ | ------------- | -------- | ------------- | -------- | --------------- | ----- |
| Arnold Beck          | Descente     |               |          |               |          | N'a pas terminé |       |
| Hans-Walter Schädler | Descente     |               |          |               |          | N'a pas terminé | –     |
| Wolfgang Ender       | Descente     |               |          |               |          | 2 min 08 s 08   | 37    |
| Josef Gassner        | Descente     |               |          |               |          | 2 min 06 s 91   | 33    |
| Hans-Walter Schädler | Slalom géant | 2 min 01 s 38 | 68       | 1 min 55 s 58 | 44       | 3 min 56 s 96   | 57    |
| Albert Frick         | Slalom géant | 1 min 57 s 75 | 60       | 1 min 58 s 15 | 57       | 3 min 55 s 90   | 56    |
| Josef Gassner        | Slalom géant | 1 min 51 s 10 | 37       | 1 min 51 s 28 | 28       | 3 min 42 s 38   | 31    |
| Wolfgang Ender       | Slalom géant | 1 min 50 s 57 | 36       | 1 min 52 s 86 | 37       | 3 min 43 s 43   | 32    |

#### Slalom hommes
| Athlète              | Manche 1        | Manche 1 | Manche 2 | Manche 2   | Finale         | Finale       | Finale         | Finale       | Finale       | Finale       |
| Athlète              | Temps           | Rang     | Temps    | Rang       | Temps Manche 1 | Rang         | Temps Manche 2 | Rang         | Total        | Rang         |
| -------------------- | --------------- | -------- | -------- | ---------- | -------------- | ------------ | -------------- | ------------ | ------------ | ------------ |
| Hans-Walter Schädler | 56 s 07         | 3        | 55 s 21  | 2          | Non qualifié   | Non qualifié | Non qualifié   | Non qualifié | Non qualifié | Non qualifié |
| Josef Gassner        | N'a pas terminé | –        | 57 s 74  | 2          | Non qualifié   | Non qualifié | Non qualifié   | Non qualifié | Non qualifié | Non qualifié |
| Wolfgang Ender       | 55 s 55         | 3        | 56 s 73  | 1 Qualifié | 53 s 67        | 32           | Disqualifié    | –            | Disqualifié  | –            |

#### Femmes
| Athlète      | Épreuve      | Manche 1 | Manche 1 | Manche 2 | Manche 2 | Total         | Total |
| Athlète      | Épreuve      | Temps    | Rang     | Temps    | Rang     | Temps         | Rang  |
| ------------ | ------------ | -------- | -------- | -------- | -------- | ------------- | ----- |
| Marta Bühler | Descente     |          |          |          |          | 1 min 53 s 53 | 38    |
| Marta Bühler | Slalom géant |          |          |          |          | 2 min 06 s 20 | 33    |
| Marta Bühler | Slalom       | 55 s 24  | 34       | 54 s 20  | 25       | 1 min 49 s 44 | 28    |

## Référence
- (en) Cet article est partiellement ou en totalité issu de l’article de Wikipédia en anglais intitulé « Liechtenstein at the 1968 Winter Olympics » (voir la liste des auteurs).